# Shields, Saskatchewan
Shields är en ort i Kanada.   Den ligger i provinsen Saskatchewan, i den centrala delen av landet, 2 300 km väster om huvudstaden Ottawa. Shields ligger 530 meter över havet och antalet invånare är 172.
Terrängen runt Shields är platt. Trakten runt Shields är nära nog obefolkad, med mindre än två invånare per kvadratkilometer.. Närmaste större samhälle är Dundurn, 6,9 km väster om Shields.
Trakten runt Shields består till största delen av jordbruksmark.